# Laufamholz
Laufamholz is een plaats in de Duitse gemeente Neurenberg, deelstaat Beieren, en telt 5024 inwoners (2005).